# Onze-Lieve-Vrouw van Lourdeskapel (Meersteen)
De Onze-Lieve-Vrouw van Lourdeskapel is een kapel, gelegen te Sint-Pieters-Leeuw, Meersteen 36.

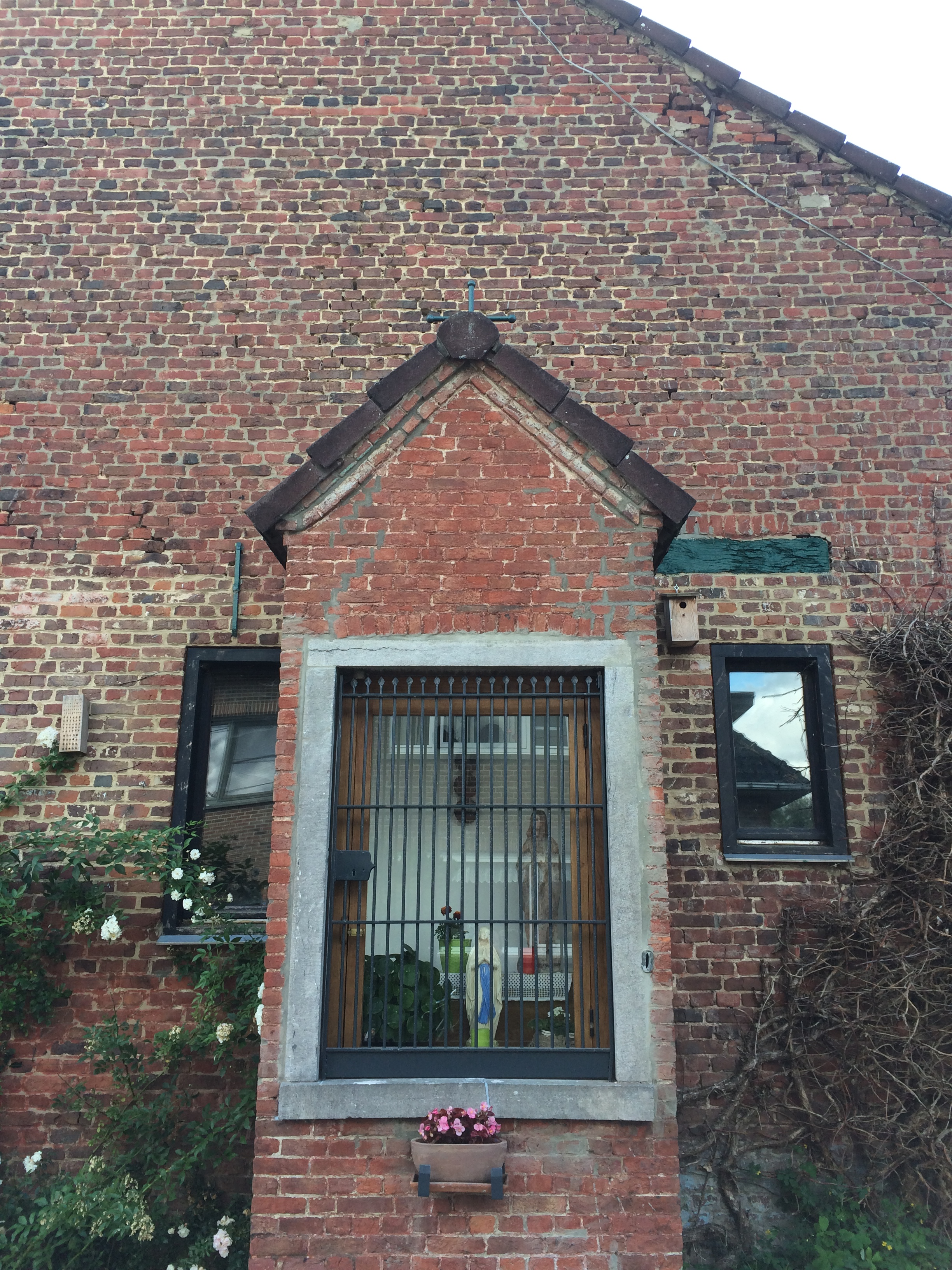
Onze-Lieve-Vrouw van Lourdeskapel - Meersteen

Deze kapel werd gebouwd in 1938. Deze OLV van Lourdes kapel bevat meerdere beelden van Onze-Lieve-Vrouw.
Vroeger vertrok ’s ochtends in de vroege lente, 3 dagen na elkaar, een processie van de kruisdagen. Tijdens de derde dag kwamen de gelovigen bidden aan deze kapel.